# Aphrastochthonius cubanus
Espèce
Aphrastochthonius cubanus est une espèce de pseudoscorpions de la famille des Chthoniidae.

## Distribution
Cette espèce est endémique de Cuba. Elle se rencontre sur l'île de la Jeunesse.

## Étymologie
Son nom d'espèce lui a été donné en référence au lieu de sa découverte, Cuba.

## Publication originale
- Dumitresco & Orghidan, 1977 : Pseudoscorpions de Cuba. Résultats des Expéditions Biospéologiques Cubano-Roumaines à Cuba, Institut de Speologie Emil Racovitza, vol. 2, p. 99-124.